# Spielothek-Cup 1997
Der Spielothek-Cup 1997 war die zwölfte Austragung des Handballwettbewerbs und wurde am 22. und 23. August 1997 in den ostwestfälischen Städten Minden und Lübbecke in Nordrhein-Westfalen ausgetragen.
Der TuS Nettelstedt setzte sich im Finale mit 28:27 (14:14) Toren im Mühlenkreis-Derby gegen den TSV GWD Minden durch und gewann seinen insgesamt vierten Titel. Den dritten Platz sicherte sich der TBV Lemgo mit 31:27 (12:16) gegen den französischen Vertreter US Ivry HB aus Paris. Torschützenkönig wurde Paris’ Stéphane Joulin mit 21 Toren.

## Modus
Es wurde mit vier Mannschaften im K.-o.-System mit zwei Halbfinalspielen, dem Spiel um Platz drei sowie dem Finale gespielt. Die Spielzeit betrug 2 × 30 Minuten. Bei unentschiedenem Ausgang nach Ablauf der regulären Spielzeit hätte es eine Verlängerung von 2 × 5 Minuten gegeben. Bei Unentschieden nach Ablauf der Verlängerung ein Siebenmeterwerfen.

## Spiele

### Halbfinale
| 22. August 1997 18:00 Uhr | TSV GWD Minden                  | 38:29   | US Ivry HB                    | Kreissporthalle, Minden Zuschauer: 1.200 |
| 22. August 1997 18:00 Uhr | meiste Tore: Andersson (9 Tore) | (20:14) | meiste Tore: Joulin (13 Tore) | Kreissporthalle, Minden Zuschauer: 1.200 |
| 22. August 1997 18:00 Uhr |                                 |         |                               | Kreissporthalle, Minden Zuschauer: 1.200 |

| 22. August 1997 19:45 Uhr | TuS Nettelstedt             | 33:28   | TBV Lemgo                       | Kreissporthalle, Minden Zuschauer: 1.200 |
| 22. August 1997 19:45 Uhr | meiste Tore: Wenta (8 Tore) | (18:15) | meiste Tore: Schürmann (7 Tore) | Kreissporthalle, Minden Zuschauer: 1.200 |
| 22. August 1997 19:45 Uhr |                             |         |                                 | Kreissporthalle, Minden Zuschauer: 1.200 |

### Spiel um Platz 3
| 23. August 1997 16:30 Uhr | US Ivry HB                   | 27:31   | TBV Lemgo                      | Kreissporthalle, Lübbecke Zuschauer: 1.500 Schiedsrichter: Bernd Methe, Reiner Methe |
| 23. August 1997 16:30 Uhr | meiste Tore: Joulin (8 Tore) | (16:12) | meiste Tore: Stephan (12 Tore) | Kreissporthalle, Lübbecke Zuschauer: 1.500 Schiedsrichter: Bernd Methe, Reiner Methe |
| 23. August 1997 16:30 Uhr |                              |         |                                | Kreissporthalle, Lübbecke Zuschauer: 1.500 Schiedsrichter: Bernd Methe, Reiner Methe |

### Finale
| TSV GWD Minden | TSV GWD Minden | TuS Nettelstedt | TuS Nettelstedt |
| | Finale 23. August 1997, 18:15 Uhr in Lübbecke (Kreissporthalle) Ergebnis: 27:28 (14:14) Zuschauer: 1.500 Schiedsrichter: Manfred Bülow, Wilfried Lübker ( Deutschland) |                 |                 |
| Jörg-Uwe Lütt, Vlado Šola – Tomislav Farkaš (4), Menc Exner (n.e.), Robert Hedin , Magnus Andersson (5/1), Rüdiger Traub (4), Thomas Oehme, Holger Kretschmer (2), Andreas Bock (1), Frank Löhr, Stéphane Stoecklin (11/1) Trainer: Michael Biegler ( Deutschland) | Ewald Humenberger, Volker Hoffmann – Mark Dragunski, Bogdan Wenta (2), Michael Scholz (3), Gennadij Chalepo (6), Christian Piller, Talant Dujshebaev (6/1), Michael Altenbeck (1), Sven Lakenmacher (3), Dirk Beuchler, Zoran Mikulić (7) Trainer: Zlatko Ferić ( Kroatien) |                 |                 |
| Bock (6.), Farkaš (14., 30., 35.), Löhr (17.), Kretschmer (42.), Hedin (50.) | Mikulić (8.), Dujshebaev (17., 30.), Chalepo (28.), Piller (34.), Wenta (49.) |                 |                 |
| Farkaš (35./dritte Zeitstrafe) | |                 |                 |

## Statistiken

### Torschützenliste
| Pl. | Spieler            | Verein          | Tore | FT | 7 m | T/S  |
| --- | ------------------ | --------------- | ---- | -- | --- | ---- |
| 1   | Stéphane Joulin    | US Ivry HB      | 21   | 12 | 9   | 10,5 |
| 2   | Stéphane Stoecklin | TSV GWD Minden  | 16   | 15 | 1   | 8    |
| 3   | Magnus Andersson   | TSV GWD Minden  | 14   | 6  | 8   | 7    |
| 4   | Zoran Mikulić      | TuS Nettelstedt | 13   | 13 | 0   | 6,5  |
| 5   | Daniel Stephan     | TBV Lemgo       | 12   | 8  | 4   | 12   |
| 6   | Rüdiger Traub      | TSV GWD Minden  | 11   | 11 | 0   | 5,5  |
| 7   | Gennadij Chalepo   | TuS Nettelstedt | 10   | 10 | 0   | 5    |
|     | Bogdan Wenta       | TuS Nettelstedt | 10   | 10 | 0   | 5    |
| 9   | Marc Baumgartner   | TBV Lemgo       | 9    | 7  | 2   | 4,5  |
| 10  | Hubert Droy        | US Ivry HB      | 8    | 8  | 0   | 4    |
|     | Achim Schürmann    | TBV Lemgo       | 8    | 8  | 0   | 4    |
|     | Talant Dujshebaev  | TuS Nettelstedt | 8    | 7  | 1   | 4    |

FT – Feldtore, 7m – Siebenmeter-Tore, T/S – Tore pro Spiel

## Aufgebote
| TuS Nettelstedt | TSV GWD Minden | TBV Lemgo |
| Volker Hoffmann Ewald Humenberger Gennadij Chalepo Christian Piller Talant Dujshebaev Bogdan Wenta Zoran Mikulić Michael Altenbeck Sven Lakenmacher Michael Scholz Mark Dragunski Dirk Beuchler | Vlado Šola Jörg-Uwe Lütt Björn Rollwitz Tomislav Farkaš Menc Exner Robert Hedin Frank Löhr Rüdiger Traub Magnus Andersson Thomas Oehme Holger Kretschmer Andreas Bock Stéphane Stoecklin | Lutz Grosser Fynn Holpert Marc Baumgartner Volker Zerbe Ulf Ganschow Andrej Sinjak André Tempelmeier Mike Bezdicek Achim Schürmann Andreas Larsson László Marosi Daniel Stephan |
| Zlatko Ferić (Trainer) | Michael Biegler (Trainer) | Juri Schewzow (Trainer) |

### 4.Platz:US Ivry HB
| - Dejan Lukić - Marc-Olivier Albertini - Fabrice Guilbert - Olivier Maurelli | - Éric Amalou - Hubert Droy - Ahmed Hadjali - Olivier Rouche | - Damir Smajlagić - Stéphane Joulin - Thomas Richard - Cédric Largent | - Stéphane Carrère |

Trainer: Sead Hasanefendić

## All-Star-Team
Erstmals wurde von den vier Trainern ein All-Star-Team gewählt. Zlatko Ferić, Michael Biegler, Juri Schewzow und Sead Hasanefendić einigten sich auf die folgenden acht Spieler:
| Position            | Name               | Verein          | Tore | 7 m |
| Tor                 | Jörg-Uwe Lütt      | TSV GWD Minden  | 0    | 0   |
| Defensiv-Spezialist | Frank Löhr         | TSV GWD Minden  | 0    | 0   |
| Kreismitte          | Hubert Droy        | US Ivry HB      | 8    | 0   |
| Rückraum links      | Bogdan Wenta       | TuS Nettelstedt | 10   | 0   |
| Rückraum Mitte      | Talant Dujshebaev  | TuS Nettelstedt | 8    | 1   |
| Rückraum rechts     | Stéphane Stoecklin | TSV GWD Minden  | 16   | 1   |
| Linksaußen          | Tomislav Farkaš    | TSV GWD Minden  | 7    | 0   |
| Rechtsaußen         | Stéphane Joulin    | US Ivry HB      | 21   | 9   |